# Фосфобелтък
Фосфобелтъкът е белтък химически свързан със субстанция съдържаща фосфорна киселина (вижте фосфорилация за повече информация). В семейството на фосфобелтъците влизат Fc рецепторите, калцинеурините, урокортина и др.
Фосфорилацията и дефосфорилацията на тези белтъци се осъществява от ензимът протеинкиназа. Фосфобелтъците участват най-вече в пътищата за сигнализиране в клетките.